# Alan A'Court
Alan A'Court (Rainhill, 30 de setembro de 1934 — 14 de dezembro de 2009) foi um futebolista e treinador inglês, que atuava como ponta-esquerda.

## Carreira
Atuou a maior parte de sua carreira no Liverpool.
Alan A'Court fez parte do elenco da Seleção Inglesa de Futebol que disputou a Copa do Mundo de 1958.